# Glee (musique)
Pour les articles homonymes, voir Glee.
Un glee est un chant populaire ou traditionnel typiquement et exclusivement anglais, harmonisé pour plusieurs voix égales ou mixtes, trois ou quatre habituellement, chanté le plus souvent a cappella par des voix solistes. Les glees étaient à l'origine chantés exclusivement par des voix d'hommes, les gleemen, sortes de musiciens ambulants, la partie aiguë, celle qui a en général la mélodie, étant alors tenue par un enfant (chantant soprano) ou un contreténor (chantant l'alto), à l'instar des chœurs d'église professionnels.

## Éléments d'histoire
Quoique le nom glee ait le sens de joie, allégresse, le glee n'est pas systématiquement joyeux. Il est obligatoirement composé d'une succession de courts morceaux mélodiques contrastés, sur des textes de styles très variés : poétiques, sentimentaux, philosophiques, conviviaux, humoristiques. John Playford (1623-1686) est le premier à utiliser le mot en 1667 dans The Musical Companion, mais des musiciens aussi prestigieux qu'Henry Purcell (1659-1695), William Croft (1678-1727) ou John Blow (1649-1708) en ont composé. 
C'est Thomas Arne (1710-1778), connu pour son sens de la mélodie, qui lui a donné la forme qu'il a gardée depuis. Cette forme de musique vocale, très prisée du milieu du XVIIIe aux quinze premières années du XIXe siècle, a inspiré de nombreux compositeurs, comme Samuel Webbe (1740-1816), Thomas Attwood (1765-1838), William Crotch (1775-1847), John Wall Callcott (1766-1821) (qui en a composé plus de cent), ou William Horsley (1774-1858), son gendre, qui en a édité cinq livres entre 1801 et 1807.

## LesGlee Clubs
L'aspect convivial du glee est à l'origine de la création au XVIIIe siècle d'ensembles vocaux spécialisés dans ce type de mélodies, sous la forme de clubs masculins comme The Harmonic Society of Bath dans la ville thermale de Bath, ou, à Londres, les célèbres Catch Club (club fondé en 1761) et Glee Club (club fondé en 1787 et disparu en 1857, quand la notion de musique chorale propre au XIXe siècle s'est finalement imposée). Mais des Glee Clubs, en fait des chœurs d'hommes chantant a cappella, existent dans certaines universités américaines, comme Harvard ou Cornell.
Le glee club a été remis au goût du jour par la série homonyme, diffusée de 2009 à 2015 sur la FOX.